# Shangri-La (dal)
Shangri-La är en dal i Antarktis. Den ligger i Östantarktis. Nya Zeeland gör anspråk på området.